# 東海道それゆけ四時間
東海道それゆけ四時間（とうかいどうそれゆけよじかん）は、1978年10月7日より1982年3月13日まで、静岡放送（SBSラジオ）で毎週土曜13時から17時に放送されていた番組。
藤村有弘がメインパーソナリティだった1978年10月7日（第1回）から1982年3月13日までの正式番組タイトルは『藤村有弘の東海道それゆけ四時間』（ふじむらありひろのとうかいどうそれゆけよじかん）。

## 概要・内容
静岡日産自動車など静岡県内の日産ディーラーで構成する静岡県日産グループの提供。しかし、事実上の最終回となった1982年3月13日の放送後に藤村が緊急入院。3日後の3月16日に死去したため、SBSは急遽アシスタントだった三遊亭鳳楽を1982年3月20日からパーソナリティに昇任させることとなり、タイトルも「東海道それゆけ四時間」に変更して1988年10月1日まで継続した。
藤村有弘時代は、13時台に芸能情報を株価風に伝えるコーナー『株式歌謡曲』、14時台に、リスナーからのハガキで展開するコーナーやラジオドラマ（テーマ曲がイルカの歌）、静岡新聞の紙面から出題してリスナーが電話で回答するクイズコーナー、鳳楽の落語のコーナー『鳳楽のここらで一服』、柳生ゆり子の占いのコーナー、16時台に懐メロリクエストのコーナーがあった。パーソナリティが三遊亭鳳楽に交替して以後は、落語を前面に出した構成のコーナーが多くなった。そのコーナーは以下のタイムテーブル節を参照。
1982年12月4日には、アメリカ・ハワイの日本語ラジオ局、KZOOと本番組との同時ネット放送が実現した。ホノルルのサーフライダーホテル内特設スタジオから公開放送で、KDDの専用回線を使ってSBS本社Bスタジオと結んで放送が行われた。この日の放送では、
- 「感動！懐かしのご対面」
「懐かしのあの人あの頃」
「日本友好親善対談」
「ハーイ！アグネス・ラムです」
「ダニー・カレイキニショー」

など以上の企画が行われた。

## 出演者

### パーソナリティ
- 藤村有弘 （1978年10月7日〜1982年3月13日）
- 三遊亭鳳楽 （藤村の急死後はパーソナリティを継承。1982年3月20日〜1988年10月1日）[8][9]

### アシスタント
- 三遊亭鳳楽 （1978年10月7日〜1982年3月13日 → 1982年3月20日からメインパーソナリティ）
- 三遊亭賀楽太 （パーソナリティに昇任した鳳楽の後任）

SBSアナウンサー
- 向坂真弓[10]（3代目。1981年4月[2]〜1984年）
- 小林玉果 （4代目。1984年〜1986年9月）
- 松永早苗 （5代目[6]。1986年10月〜1988年10月、最末期）
※他2名

## タイムテーブル

### 1978年当時
（）
- 13:00　オープニング
- 13:05　ラジオ三面記事
- 13:30　それゆけ特派員報告
- 14:15　ドッキリラジオ
- 15:10　うちの宿六うちのカミさん
- 16:00　なつメロリクエスト
- 16:30　行楽情報
- 16:50　リクエスト

### 1981年当時
（）
- 13:00　オープニング
- 13:05　株式歌謡曲・リクエスト
- 13:30　ラジオこぼれ話
- 13:50　おしゃべりドライブイン
- 14:00　ドッキリラジオ
- 14:10　街角リクエスト
- 14:20　有弘・鳳楽の底抜け大学教授
- 14:30　有弘の世界旅行
- 14:45　今週の歌謡曲
- 15:00　ニュース・交通情報
- 15:10　鳳楽のここらで一服
- 15:30　柳生ゆり子のチャンスとピンチ[2]→ 柳生ゆり子の芸能占い
- 15:50　おしゃべりドライブイン
- 16:00　なつメロリクエスト
- 16:50　天気予報・エンディング

### 1984年
（）
- 13時台
  - 巷の話題ナナメ読み
  - スタジオ直通・みんな集まれ
- 14時台
  - クイズ・それゆけおばあちゃん
  - ラジオ大喜利
  - 穴のあいたポケット
  - ガラちゃんの他流試合
- 15時台
  - 鳳楽のここらで一服
  - お茶の間リクエスト
  - 街角放送曲
  - あの町この町お土産話
- 16時台
  - 思い出の一曲
  - 柳生ゆり子の占い専科

### 1985年 - 1986年当時
（）
- 今週のテーマ Part1〜5
- ビー玉の歌
- 東海道今昔物語
- どこまで行っても静岡県 （1985年）
- 鳳楽ひらめきちんぷんかんぷん （1985年）
- 3時のニュース
- 日産インフォメーション
- ラジオからおけタイトルマッチ
- 帰ってきたおじさん （1985年）
- 幸福探検隊〜出雲の神様佳恵ちゃん! （1986年）
- 地球三軒両隣り
- なつメロタイムマシーン
- 柳生ゆり子の星占い

### 1987年 - 1988年当時
（）
- 13:00　オープニング
- 13:05　人間ワイド・特集コーナー
- 14:00　クイズコーナー （小噺のオチをクイズとして出題するなどしていた[6]）
- 14:05　特集コーナー
- 14:30　突然! I LOVE リクエスト
- 14:40　古今東西なぞかけ道場 （リスナーからなぞかけのネタを募集[6]）
- 14:55　それゆけ交通情報
- 15:00　3時のNEWS・天気予報
- 15:05　日産インフォメーション
- 15:10　鳳楽の小噺横町
- 15:25　幸福探検隊 やさがしGメンよしえちゃーん
- 15:40　地球三軒両隣り／リクエストコーナー
- 15:55　それゆけ交通情報
- 16:00　4時だよ懐メロ大行進
- 16:45　星占いコーナー
- 16:55　エンディング